# Commission d'enquête sur le crime organisé
La Commission d'enquête sur le crime organisé (CECO) o in italiano: Commissione d'inchiesta sul crimine organizzato fu una commissione istituita nel settembre del 1972 dal governo del Québec in Canada e allora diretta dal partito liberale nella persona di Robert Bourassa.